# Crinum gracile
Crinum gracile är en amaryllisväxtart som beskrevs av Georg Friedrich Wilhelm Meyer och Karel Presl. Crinum gracile ingår i släktet Crinum, och familjen amaryllisväxter. Inga underarter finns listade i Catalogue of Life.